# San Giorgio (Genua)

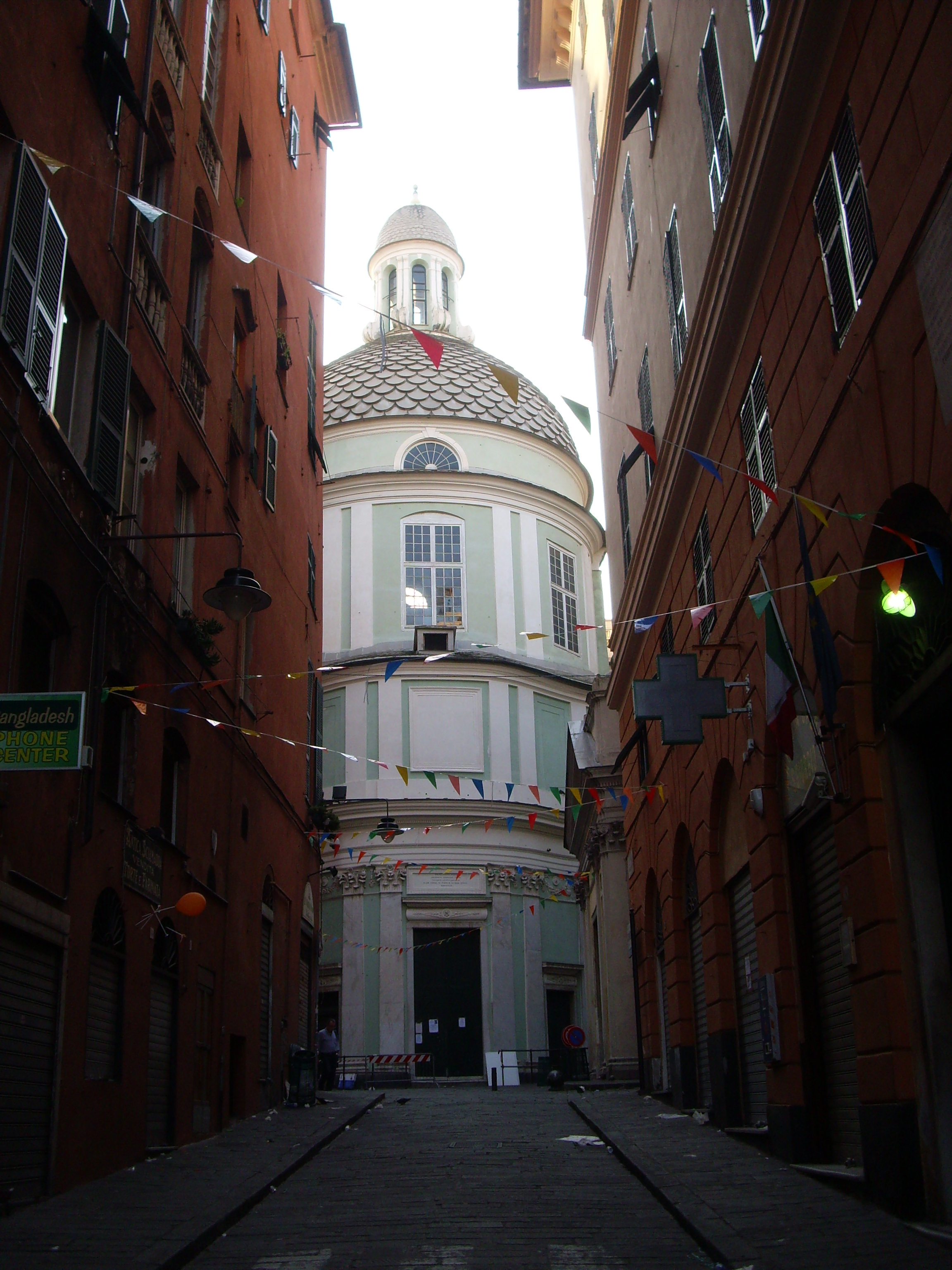
San Giorgio auf dem gleichnamigen Platz

Die Kirche von San Giorgio ist ein religiöses Gebäude im historischen Zentrum von Genua, das sich auf der Piazza San Giorgio befindet.

## Geschichte

### Militär und der alte Platz
Der St. Georgskult in Genua soll in der byzantinischen Zeit eingeführt worden sein. Von da an blieb er mit der Armee verbunden. Der Heilige war bereits Beschützer der byzantinischen Miliz und wurde vom Militär verehrt. Er befindet sich auf dem Vexillum in San Giorgio, dem militärischen Banner der Republik Genua, das neben dem Zepter der Kommandanten der Armee platziert wurde.
Die heutige Piazza San Giorgio, auf der die Kirche steht, soll das Römische Forum der Stadt gewesen sein. Tatsächlich wurde bis ins frühe Mittelalter der Brauch beibehalten, die Menschen hierher zusammenzurufen. Darüber hinaus werden von hier aus die Entfernungen in römischen Meilen auf den Römerstraßen Aurelia und Postumia berechnet (daher die Namen Quarto – IV milium, Sestri – VI milium, Pontedecimo – Pons ad X milium).
Die Verbindung zwischen dem heiligen Georg und dem byzantinischen Heer deutet auf eine Kirche oder Kapelle hin, die ihm an dieser Stelle gestanden hat. In Genua unterhielten die Byzantiner eine starke Garnison, die 544 von Bono, dem Neffen von General Giovanni, geleitet wurde. Die erste Kapelle von S. Giorgio wäre dann im Forum neben der Militärgarnison gebaut worden.

### Erste Nachrichten und Gewährung von Pfarreien
Das erste Dokument, das die Existenz der Kirche bestätigt, stammt aus dem Jahr 947. Aus dem Jahr 964, dem dritten Regierungsjahr von Otto I. in Italien, stammt ein Pergament, das die Kapelle San Giorgio im Zusammenhang mit dem Handel zwischen Eldeprando, Sohn von Zangulfo, und Teodolfo, Bischof von Genua, nennt.
Im Januar 1139 wurde in der Kirche San Giorgio eine Schenkung der Consoli an die Söhne von Rolando und Guidone da Paxano (aus Passano) vollzogen. Demnach galt die Kirche als Stiftskirche und nicht mehr nur als Kapelle oder Basilika. Siro de’ Porcello, der 1132 erster Erzbischof von Genua wurde (das genuesische Bistum wurde 1132 bis 1138 errichtet), ließ 1143 das Register der erzbischöflichen Kurie fertigstellen. Im frühen Mittelalter waren die kleineren Kirchen in der Regel Oratorien oder Basiliken. Auf Anordnung Siros wurden sie in von der Kathedrale abhängige Pfarren umgewandelt. Das den Pfarrern erteilte Amt erfolgte mit Zustimmung des Bischofs und seiner Kanoniker, die „cardinales“, „de cardine“ oder „cardines“ genannt wurden. Die gleiche Prozedur findet mit den untergeordneten Kirchen der Pfarren in der Diözese statt. Die Pfarreien erhalten dann ein Kapitel von Kanonikern mit einem Propst an der Spitze. Die Leiter der sieben Kirchen der Stadt wurden von den Erzbischöfen gewählt, der auch die Äbte von Santo Stefano, San Siro und San Benigno ernannte.

### San Giorgio im Mittelalter
Im Jahr 1147 wurde San Giorgi das Angebot zum Militärunternehmen Almería gemacht. Von eroberten Almeria werden die beiden Bronzetüren vom Geistlichen Vassallo in die Kirche gebracht.
1379, zum Sieg von Luciano Doria über die Venezianer unter der Leitung von Vittor Pisani, wurde in San Giorgio ein, dem Heiligen Johannes gewidmeter Altar errichtet und am 6. Mai wurde von den Herren der Stadt zusammen mit den Einwohnern ein goldenes Pallium feierlich geweiht.
In der Mitte des 15. Jahrhunderts wird der Altar des Heiligen Bernhard hinzugefügt, einem Heiligen, dessen jüngster Kult sich schnell verbreitete und der von der Kaufmannszunft betreut wurde. Zur Genehmigung treffen sich im Dezember 1454 auf Konferenz der Probst, die beiden Kanoniker, das Kapitel, die Kaufmannszunft und der Notar Andrea de Cario. Links vom Eingang existierte der Altar noch im 18. Jahrhundert, jedoch bereits in Trümmern.

### Der Wiederaufbau
Im Jahre 1550 wurde die mittelalterliche Kirche zur Gefahr und die Gemeindemitglieder baten den Probst Bernardo Boero und den Gelehrten Gio Batta Chiappe, sie zu ersetzen. Der Antrag wurde vernachlässigt und zwölf Jahre lang war die Kirche nicht in Verwendung. Die Gemeindemitglieder baten dann den Papst, sie auf ihre Kosten zu reparieren und wieder aufzubauen. Papst Paul IV., der Theatiner Gian Pietro Carafa, beauftragten mit der Bulle vom 9. August 1565 den genuesischen Erzbischof Agostino Salvago.
Das giuspatronato wurde im Jahre 1566 nur an ansässige Gemeindemitglieder ausgegeben. Neben der giuspatronato erhielten die Bewohner den Ius Nominandi in perpetuo del prevosto. Mit dem Apostolischen Schreiben vom 14. April 1564 wird die Verwaltung der Pfarrgemeinde dem „Gelehrten“ Gio Batta Chiappe übertragen.
Die Renovierung geht langsam voran. Noch am 13. Oktober 1585 bezahlt der Probst eine Rechnung für die Restaurierungsarbeiten. Für den Wiederaufbau setzt der Adelige Nicolò Raggi ein Zeichen und beauftragt Luca Cambiaso mit der Ausführung der Fresken. Dieser Bildzyklus wurde später von Gio Battista Castello im 17. Jahrhundert mit neuen Fresken zerstört. Wahrscheinlich wurde Luca Cambiaso zwischen 1570 und 1580 auch mit der Bemalung der drei Tücher für den Chor beauftragt, darunter die der Enthauptung von San Giorgio, die als eines seiner Meisterwerke gilt.
1608 stirbt der Probst Gio Batta Chiappe. Die Gemeindemitglieder wählen seinen Nachfolger, den Pfarrer Gio Maria Gando, eine von Erzbischof Orazio Spinol bestätigte Wahl. (Notariatsakt von Marc'Antonio Molfino vom 31. Januar 1609).

### Die Theatiner in San Giorgio
Der Orden der Theatiner wurde 1524 in Rom  von Kajetan von Thiene zusammen mit seinen Begleitern Gian Pietro Carafa (den zukünftigen Papst Paul IV.), Bonifacio de Colli und Paolo Consiglieri o Ghisleri gegründet und in der zweiten Hälfte des 16. Jahrhunderts in Genua eingeführt, jedoch ohne ein Wohnsitz in der Stadt. Zuerst war es in Santa Maria Maddalena, dann am 15. August 1575 in San Siro.
Am 31. Mai 1624 gab der Erzbischof von Genua, Domenico De Marini, in einem Schreiben an Carlo Barberini, einem Theatiner von San Siro, die Erlaubnis ein Oratorium bei San Giorgio in einem ihnen gehörenden Haus zu eröffnen. Im Juni 1624 eröffneten die Theatiner im Erdgeschoss eines Hauses an der Piazza San Giorgio eine Kirche, die dem Heiligen Carlo Borromeo gewidmet ist. Die Eröffnung erfolgte im August 1624, aber das wurde vom Probst von San Giorgio nicht gut angenommen, da er darin eine Konkurrenz sah. Proteste aus der Gemeinde von San Giorgio führten zur Schließung dieser Kirche durch den Senat. Bereits am 2. März 1629 wurde die Kirche jedoch zurückgegeben und die Theatiner konnten zurückkehren, um dort die Messe zu feiern.
Die Situation wurde im März 1629 mit dem Tod von Gio Maria Gando, dem Probst von San Giorgio, gelöst. Die gleiche giuspatronato von San Giorgio wird den Theatiner von San Siro von den Gemeindemitgliedern selbst vorgeschlagen, die damit auf ihre giuspatronato über die Kirche verzichten. Papst Urban VIII. hat in einem Apostolischen Schreiben vom 30. Mai 1629 die Erlaubnis offiziell bestätigt. Der neue Propst der Theatiner wurde Ottavio Ferrari. Meinungsverschiedenheiten mit Erzbischof De Marini verzögern immer noch den Amtsantritt der Theatiner, die zwischen 1631 und 1632 stattfindet.
Der Priester Campanaro muss auf Befehl der Kongregation von Rom die Kirche San Giorgio verlassen, die den Theatiner-Patern und dem Priester Domenico Giordano übertragen wird.

### Wiederaufbau der Kirche

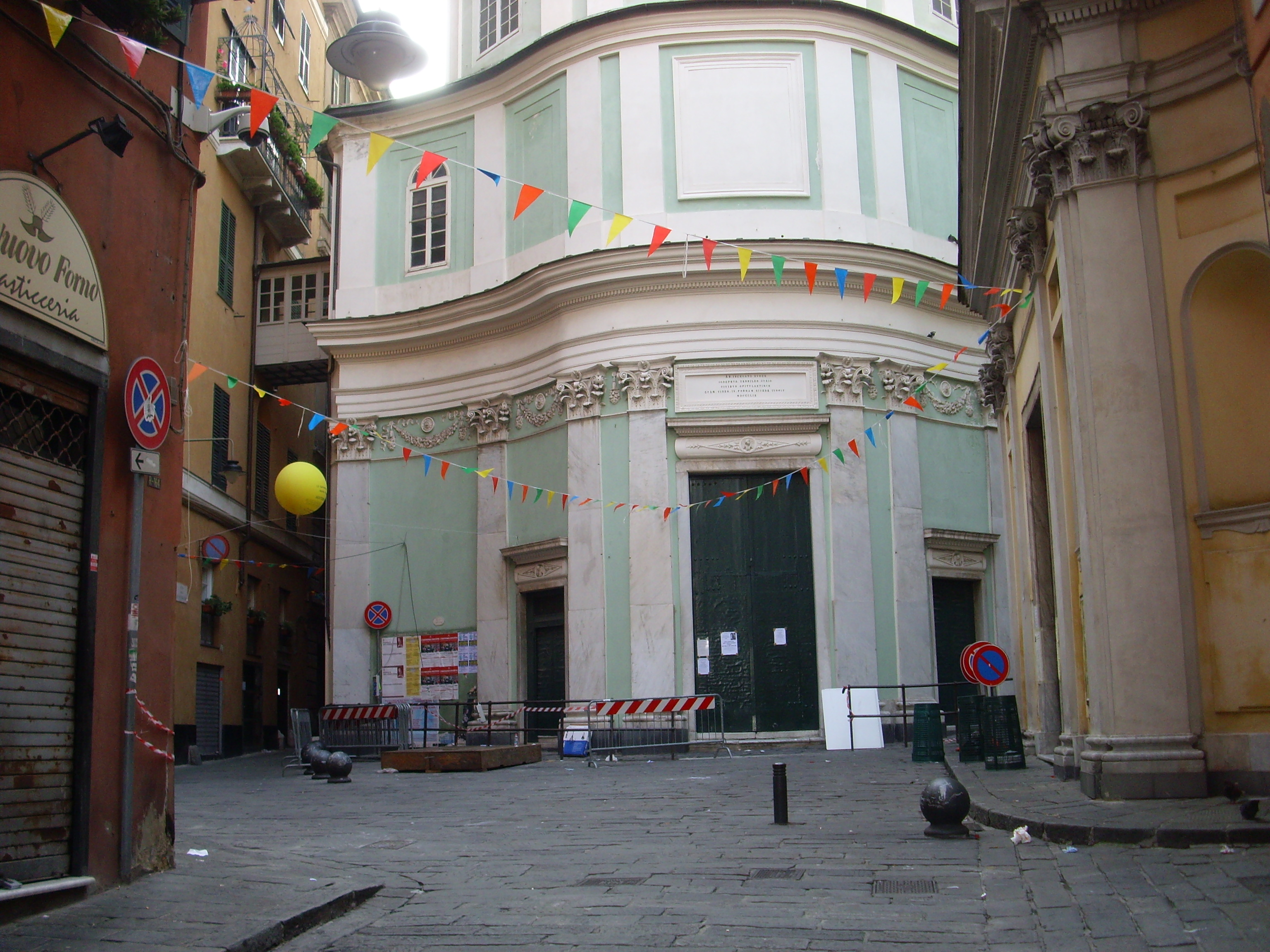
Die Fassade von San Giorgio. Rechts das Profil der Kirche San Torpete.

Mit dem Eintritt des Theatiner werden auch die Renovierungsarbeiten wieder aufgenommen. Im September 1657 baten die Pater Giovanni Battista Bertolotti und Gio Francesco da Dieci Erzbischof Stefano Durazzo um die Genehmigung zur Erweiterung des Gebäudes, mit der Begründung, dass sie dem Willen des Theatiner-Novizen der Familie Da Dieci folgen wollten, der einen Betrag für diesen Zweck hinterlassen hatte. Die Anfrage ist jedoch nicht erfolgreich.
Am 11. Mai 1658 erreichte das Gesuch den Papst. Zwei Jahre später gewährte ihnen Papst Alexander VII. die absolute Herrschaft über die Kirche und die Pfarrei.
Danach werden die Bauarbeiten aufgenommen, aber der Name des Architekten ist unbekannt. Die Kirche ist sowohl im Grundriss als auch in der Höhe doppelt so groß. Von den Zeichnungen bleibt ein erster Entwurf mit einer ovalen Kuppel, die von vier Säulen getragen wird. Der unbekannte Architekt hinterlässt darin eine französische Inschrift, in der er von der ovalen Kuppel spricht. Es gibt auch einen zweiten Entwurf vom 26. Juli 1697 mit unleserlicher Unterschrift, mit einer runden Kuppel und acht statt vier Säulen. Dieser Plan ähnelt dem ausgeführten.

#### Die Kuppel
Für die Gestaltung der Kuppel schlug William Piastra den Entwurf von Giovanni Antonio Viscardi vor, einem Architekten der zweiten Hälfte des 17. Jahrhunderts. Zwischen 1692 und 1695 hatte er für die Theatiner gearbeitet. Dann kehrte er nach Deutschland zurück, wo er im ersten Jahrzehnt des 18. Jahrhunderts lange Zeit tätig war. Viscardi baute in Freystadt die Wallfahrtskirche Maria Hilf. Die Kuppel ist trotz der regionalen Unterschiede so angeordnet, dass sie das gesamte Kircheninnere abdeckt und die Fassaden nach außen drängt und das Zentrum vergrößert.
Der Planungsprozess wurde abgeschlossen, indem der Plan des Architekten Giacomo Lagomaggiore angenommen wurde, der 1695 vom Magistrat der Gemeindeväter genehmigt wurde, die auf den Straßenausbau in der Via Giustiniani und auf der Piazza San Giorgio bestanden.
1701 wurden die sowohl die Außenmauern als auch die Kuppel von San Giorgio fertiggestellt und im Jahre 1700 wurde die Kirchweihe erneuert.

### Wiederaufbau der Kuppel und die bürokratische Schlacht
Der letzte Pfarrer der Theatiner ist Leandro Nasi, der am 2. Juni 1800 starb. Im selben Jahr folgte ihm der Pfarrer Gerolamo Vannenes, ein Mitglied des weltlichen Klerus, der die Gemeinde bis zum 10. März 1816 innehatte. Im Jahre 1812 erfolgte die erste Setzung der Kuppel und wurde fast sofort auf Kosten der Stadt nach einem Entwurf von Meister Agostino Pareto repariert. Die Kircher erleidet, wie viele andere, zahlreiche Beschlagnahmungen von Immobilien, die der Pfarrer Vannenes hartnäckig verteidigt.
Am 6. Januar 1821 stürzte ein Teil der Kuppel ein. Das Bauamt sorgt für die Beseitigung der Trümmer und veranlasst eine schnelle Wiederherstellung, behauptet jedoch, die Kosten für das der Kirche überlassene Gerüst nicht tragen zu müssen. Das Büro teilt dem Pfarrer auch mit, dass die Stadtkassa nur bis zu einem bestimmten Datum bezahlen würde, sie aber zu diesem Zeitpunkt unterbrechen würde, was ihnen nach dem Gesetz über die Kirchenpflege vom 30. Dezember 1809 zusteht. Es war eine Fehlinterpretation dieser Regel, die sich die Stadtverwaltung aus Geldmangel zurechtlegte und vom Pfarrer die Zahlung für Gerüstbau und Restaurierung verlangte.
Am 6. Februar 1822 wandte sich Pietro Rell, Pfarrer von San Giorgio, an den Erzbischof und das Sekretariat für innere Angelegenheiten von Turin, um die jährliche Spende für den Schutzpatron zurückzufordern. Pietro Rell verweist auf die Außergewöhnlichkeit des Ereignisses und die Analogie zu dem, was mit San Lorenzo und San Pietro in Banchi geschehen ist. Dass San Giorgio das gleiche Alter und damit das gleiche Recht auf Wiederherstellung auf Kosten der Stadtverwaltung hat. Darüber hinaus hatte die Stadt das gesamte Eigentum von San Giorgio behalten. Das Ordensvermögen der Theatiner wurde illegal mit dem Besitz der zu San Giorgio gehörenden Pfarre konfisziert, so dass die Gemeinde keine Kosten mehr tragen konnte.
Der Pfarrer droht, sich an Turin zu wenden. Die Stadt begründet es in einem Schreiben an Graf Roger Gaspero Gerolamo, Innenminister von Karl Felix. Der Minister bittet den genuesischen Erzbischof Luigi Lambruschini um Aufklärung, der wiederum den Pfarrer Rell informiert. Der Pfarrer schickt nach Turin ein Dokument, das besagt, dass für das ewige Öl der Lampen auf dem Altar von St. George eine jährliche Summe von der Serenissimi Collegi, bis kurz vor 1815, an die Pfarrei gezahlt wurde. Für die Zivilverwaltung waren diese Gebühren jedoch an die Staatskasse und nicht an die Pfarrgemeinde fällig. Am 13. Februar 1822 schickte das Sekretariat des Innenministeriums aus Turin seine Antwort, aber die Arbeit blieb während des Jahres 1822 eingestellt.
Am 8. Januar 1823 befahl das Bauamt der Kirchenverwaltung die Kuppel auf eigene Kosten zu reparieren. Der Pfarrer widersprach und schickte dem Bürgermeister die Antwort aus Turin. Dann, einige Monate später, gab das Bauamt Bescheide heraus, das Gerüst der Kuppel zu demontieren. Am 5. August 1822 kam dem Leiter des Bauamtes Carlo Barabino nach San Giorgio um die einstweilige Verfügung mit der öffentlichen Sicherheit zu begründen, die Kuppel zu beseitigen und dann das Gerüst zu entfernen. Rells Antwortschreiben wurden den Mitgliedern des Corpo Decurionale nicht übersandt. Der Pfarrer wurde durch das Eindringen von Barabino und die Konfrontation mit dem Befehl, die Kirche abzudecken, in Panik versetzt. Ein weiteres Verlangen zur Entfernung des Gerüsts kommt im September desselben Jahres.
So begann ein langer bürokratischer Kampf, der auf dem Korrespondenzweg geführt wurde, mit Hinweis auf früheren Gesetze der Kirchenverwaltung und Petitionen an die Behörden von Turin. Das Problem wurde erst 1825 beseitigt, als Rell schließlich einige zu Unrecht gestohlenen Immobilien rückerstattet wurden. Er nutzte diese, zusammen mit die Spenden der Gläubigen, um den Wiederaufbau der Kirche abzuschließen.

### Arbeiten des 19. Jahrhunderts

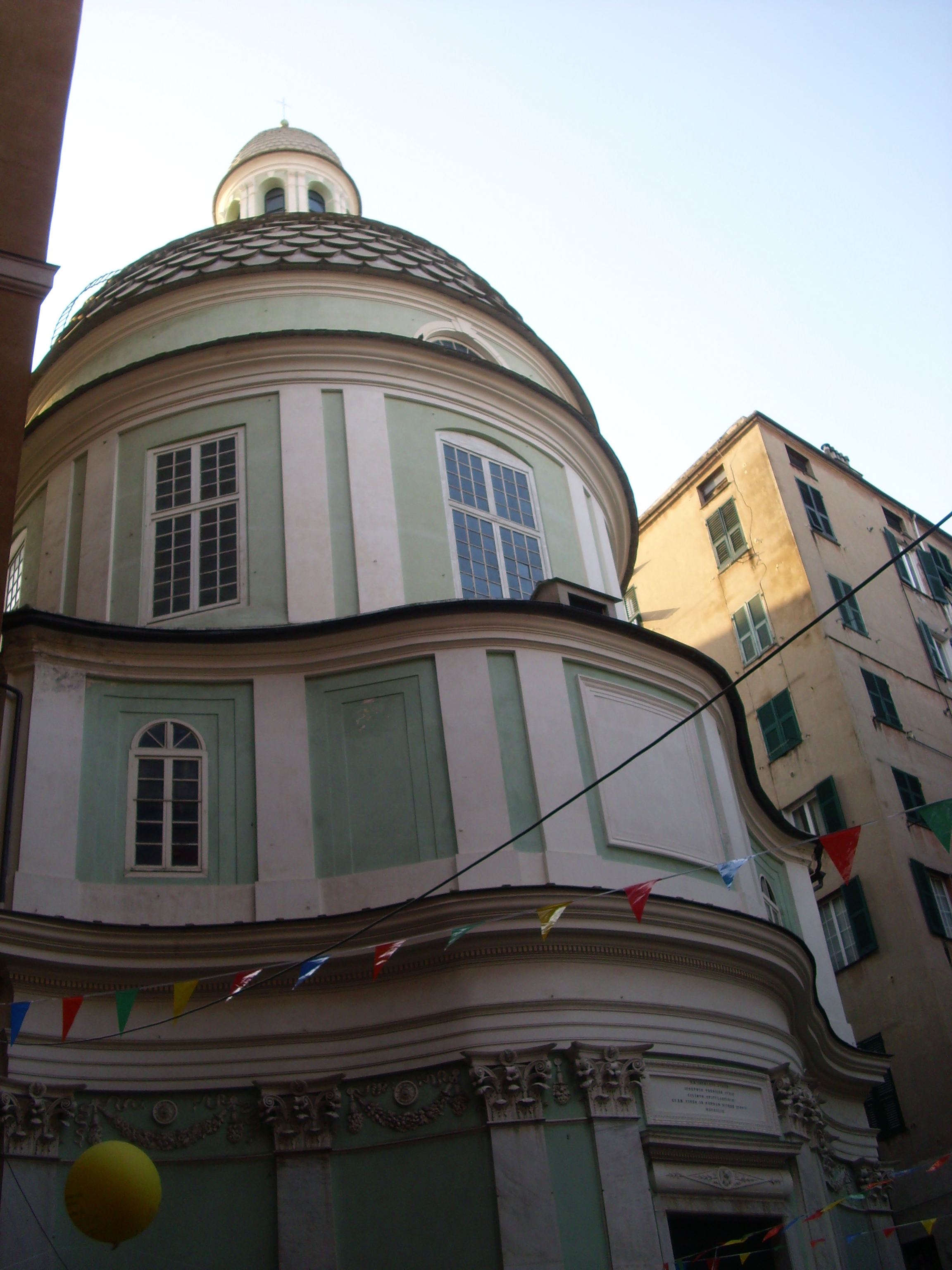
San Giorgio, Teile der Fassade und Kuppel

Zwischen 1816 und 1821 wurden Verbesserungen am Baptisterium, am Altar von Sant’Andrea Avellino, an der Nostra Signora della Misericordia und anderen vorgenommen. Pietro Rell verstarb vermutlich 1836, krank und wahrscheinlich schon vor einigen Jahren durch Giuseppe Terrile ersetzt. Letzterer folgt ihm am 25. Januar 1836 mit der Verfügung von Erzbischof Placido Maria Tadini offiziell nach.
Tadini wollte die Statue der Muttergottes der Barmherzigkeit erneuern, seiner Meinung nach sollte sie „angezogen werden“, aber er verzichtete auf das Unterfangen um die verfügbaren Summen für andere Ausgaben zu verwenden. Im Februar 1840 stiftet Giacomo Celesia eine Marmorstatue der Madonna. Die Kapelle rechts neben dem Gemälde von Sant’Andrea Avellino wird mit Unterstützung von Giuseppe Storace restauriert. Um die Kirche in den beiden zentralen Kapellen symmetrischer zu gestalten, wurde beschlossen, das Gemälde von San Gaetano di Thiene in der kleinen Kapelle auf der rechten Seite zu platzieren (zweitens würde es sich der Muttergottes der Barmherzigkeit widmen und an der Linken dem Erzengel Raphael.). Im August 1840 begann die Arbeit, die im folgenden Jahr mit der Segnung der von Celesia gestifteten Statue Unserer Lieben Frau der Barmherzigkeit abgeschlossen wurde. Im oberen Teil der Kapelle sind die Geschichten der Esther vor dem Ahasveros von Giuseppe Isola gemalt. Die Ornamente stammen von Gerolamo Centenaro.
Weitere Arbeiten wurden in der zweiten Hälfte des Jahrhunderts durchgeführt, die vom Steinmetz Michele Romagnino bezahlt wurden. 1888 wurde die Ausstattung der großen Kapelle auf der rechten Seite mit einem Marmoraltar vervollständigt, der mit verschiedenen feinen Marmorarbeiten verziert war.
Am 17. Oktober 1844 schenkte Antonio Ramorino, ein Bewohner von St. Petersburg, der Kirche ein Gemälde von Claudio Cohelo, einem spanischen Maler und Anhänger von Rubens. Das Werk, „Heilige Maria der Schmerzen mit dem Sohn, der am Kreuz in ihre Arme gelegt wurde“, befindet sich in der dritten Kapelle auf der linken Seite, wo sich das Holzkreuz befand. In den Bögen über der Tribüne Fresken von Giuseppe Isola mit den Evangelisten. 1851 wurden in der Kapelle von San Gaetano di Thiene auf Kosten von Giacomo Pittaluga Marmor, Balustraden, Stuck und Vergoldung angebracht, gemäß einer Inschrift vor Ort.

#### Konstruktion der Fassade
Die Fassade, die noch aus rauem Mauerwerk bestand, war noch nicht fertiggestellt. 1859 wurde ein Entwurf des Architekten Andrea Carpineti vorgeschlagen, der dem Stadtrat vorgelegt wurde. Vom Gemeindeamt werden ihm kleine Variationen auferlegt, um z. B. die Sockel zu beseitigen und der Anstrich vorzuschlagen. Mit der Annahme dieser Klauseln wurde die Fassadengestaltung am 5. April 1859 genehmigt.
Kurz darauf beginnt die Arbeit. Nach dem Entfernen des Sockels werden die Marmorlisene hinzugefügt, die Kapitelle durch Stuckgarnituren verbunden und die beiden Seitentüren eingefügt. In dem rechteckigen Raum an der Spitze der Fassade malte Giuseppe Isola ein Fresko des Heiligen Georg, das heute fast vollständig verschwunden ist. Am 23. Oktober 1869 stirbt der Pfarrer Giuseppe Terrile. Bei dieser Gelegenheit wird die Büste des Terrile von Giuseppe Molinari enthüllt, die sich an der Außenseite der ersten Kapelle auf der linken Seite und derzeit in der Sakristei befindet.
Am 21. Juni 1871 wurde Giuseppe Parodi Pfarrer, der 1872 beim Maler Santo Panario einen Heiligen Josef und den 1879 errichteten Kreuzweg bestellt. In den gleichen Jahren kaufte er die Marmorkanzel.
1884 beschädigte ein weiterer Steinschlag die Kuppel. Das Rathaus erlässt eine einstweilige Verfügung für Reparaturen. Die Kirchenverwaltung hat keine Gelder und richtet sich an den Generalschatzmeister für kirchliche Leistungen in Turin. 1890 wurde die Kuppel repariert, aber am 19. Dezember 1892 beschloss der Vorstand Eugenio Broccardi, sie zu verstärken. 1885 wurden Stuck und Marmor für die Kapelle des Seligen Marinoni und 1887 für die Kapelle der Katharina von Genua mit Stuck von Centanaro und Marmor und Vergoldungen von Giuseppe Massardo angebracht.
Zu Beginn des 20. Jahrhunderts restaurierte der Probst Giuseppe Parodi die Säulen mit Jaspis aus Sizilien in der Mitte und abwechselnden Bändern aus einem Brocatello aus Spanien und „Altgelb“ aus Siena. Für den Sockel wurde eine afrikanische Brekzie verwendet. Schließlich werden vier Lapislazuli-Stäbe für Wandpfeiler und ein Band mit Symbolen platziert.

#### Glockenturm und Brücke zur Kirche
Der Glockenturm der Kirche war der alte Alberici-Turm. Um ihn an die neue Funktion anzupassen, wurde der zinnenförmige Endteil durch die beiden Stockwerke des 17. und 18. Jahrhunderts ersetzt, die erste mit einem quadratischen Grundriss, die andere mit einem runden Grundriss und einer kleinen Kuppel. Dieser Glockenturm wurde Ende des 17. Jahrhunderts in das restaurierte Klostergebäude integriert. Er ist statisch Instabil, da sein Fundament am Fluss parallel zur Clavica dei Giustiniani liegt. Im selben Jahrhundert wurde eine Brücke vom Glockenturm zum Kloster errichtet.
Am 9. Februar 1847 wird der Plan zur Wiederherstellung der Brücke, vom Architekten Carpineti erstellt, den Bürgermeistern der Stadt vorgestellt. Im August 1847 gab dar Corpo Decurionale seine Zustimmung unter der Bedingung, dass die Eisen- und Glasüberführung einfacher als geplant auszuführen ist. Aus dem Glockenturm wurden die schmiedeeisernen Rosetten entfernt, weil sie unsicher waren. Sie waren auf den vier Halbkugeln an den Ecken der Terrasse des Glockenturms angeordnet. Zuvor war auch der schmiedeeiserne Hlg. Georg entfernt worden. Weitere Reparaturen des Turms waren: 1894 eine Festigung, 1935 Reparaturen nach Schäden durch ein Gewitter, 1938 Wechsel der Schlüssel der Verbindung und 1945 Reparaturen nach Bombenschäden. Im Jahre 1836 gab es drei der vier Bronzeglocken, die nach dem Erlass vom 23. April 1942, im Gegensatz zu den anderen Glocken, nicht entfernt wurden.

### Schäden des Zweiten Weltkriegs
Die Bombardierung vom 23. Oktober 1942 hinterlässt nur Schäden an den Dach- und Servicebereichen. Jener vom 13. August 1944 verursachte erhebliche Schäden und brachte den Palazzo Lagorio an der Ecke der Vicoli del Fumo und San Giorgio zum Einsturz. Die Mauerteile durchbrachen die Kirchenwand in der Nähe des Altars der Barmherzigkeit, wo der Altar, die Predella und die Balustraden zerstört werden, aber die Statuen der Jungfrau und des Seligen Botta bleiben im Schutt intakt.
Die Reparaturen der Sovrintendenza von 1944 werden von Superintendent Carlo Ceschi geleitet. Die Ziegelmauer wird schnell aufgebaut und die Kostenschätzung der Kriegsschadenkommission in Pammatone vorgelegt.
Der Pfarrer Rodolfo Serra leitet zusammen mit dem Amt für Bildende Kunst der Gemeinde und den Gemeindemitgliedern die Wiederherstellung des Altars der Barmherzigkeit. Das Fresko von Giuseppe Isola di Ester e Assuero, von dem ein Foto in der Sakristei der Kirche erhalten geblieben ist, geht verloren.
Der letzte Pfarrer von San Giorgio, Monsignor Serra, verstarb 1952. Am 7. März 1961 wurde die Pfarre von San Giorgio aufgehoben; der Pfarrer von San Lorenzo erhielt die Leitung und der Titel wurde auf Sestri Ponente übertragen.
Die Kirche wird derzeit vorübergehend von der Genueser Orthodoxen Kirche geleitet. Insbesondere sind dort die Funktionen der Kirche der Allerheiligsten Verklärung, die vom Patriarchat Moskau abhängig ist, angesiedelt.

## Werke
Von rechts:
- Erste Kapelle der Heiligen Katharina von Genua: Altarbild von Domenico Guidobono mit „Geduldigem Christus und der heiligen Katharina von Genua“. Die Kapelle wurde 1883 auf Kosten der Iccardo-Schwestern gemäß der Inschrift geschmückt.
- Zweite Kapelle, der Muttergottes der Barmherzigkeit, gewidmet der Muttergottes des savonischen Wunders vom 18. März 1536. Statue der von Celesia gestifteten Madonna und eine Statue, von mittelmäßiger Handwerkskunst, des Seligen Antonio Botta, dem lokalen Bauernprotagonisten der savoneser Erscheinung.
- Dritte Kapelle, von San Gaetano di Thiene: Altarbild mit dem Patron, der das Kind von der Madonna erhält, von Domenico Piola. Laut einer Inschrift stammt die Spende für die Realisierung von Pittaluga aus dem Jahr 1751.
- Sancta Sanctorum, versetzt im Jahr 1851: „Enthauptung des heiligen Georg“ von Luca Cambiaso, mit wenigen schwachen Farben, aber mit einem kräftigen Hell-Dunkel, wie die „Pietà“ desselben Künstlers in der Basilika Santa Maria Assunta in Carignano, die in die letzten Periode des Künstlers datiert werden kann. Über dem Altar befinden sich mittelmäßige Fresken aus der Mitte des 19. Jahrhunderts. (Der Heilige Geist schwebt über Caos, das Pelikansymbol von Christus dem Erlöser, das Adlersymbol der Unschuld).
- Di Luca Cambiaso: „Der heilige Georg im Kessel“ und „Märtyrertod des heiligen Georg auf dem Rad“.

Diese Cambiaso-Gemälde wurden zwischen September 1851 und Oktober 1852 von Filippo Bernacca restauriert. Außerhalb des Sancta Sanctorum befinden sich auf dem Boden drei Grabsteine. Die linke, heute schwer lesbare, stammt aus dem Jahr 1677; die anderen, unleserlichen, sind zeitgenössisch. Links neben dem Sancta Sanctorum:
- Vierte Kapelle, der Leidenden Muttergottes: Jesus wird in den Schoß der Muttergottes gelegt, von Claudio Cohelo, spanischer Maler; „Heiliges Herz Jesu Christi“ von Santo Panario
- Fünfte Kapelle des Erzengel Raffael: Vor 1811 wurde sie dem heiligen Karl Borromäus geweiht und war die Kapelle der Bruderschaft, die 1612 zur Bruderschaft der Heiligen Ambrosius und Karl Borromäus vereinigt wurde und 1613 vom Mailänder Kardinal Federigo Borromäus zwei Partikel der pianeta des Heiligen Karl Borromäus erhielt. Das Gemälde des Erzengels von Gerolamo Costa ist in einem vergoldeten Holzrahmen untergebracht. Ein Fresko in der Lünette ist von Giuseppe Passano.
- Letzte Kapelle links des Seligen Angelo Marinoni, einer der ersten Anhänger von Gaetano da Thiene, dessen Kult von Innozenz XIII. 1762 anerkannt wurde. Über den Fenstern und in den Seiten der der Kuppel befinden sich die Vier Evangelisten von Giuseppe Isola.